# (943) Бегония
(943) Бего́ния (лат. Begonia) — астероид Главного астероидного пояса. Открыт 20 октября 1920 года немецким астрономом Карлом Рейнмутом в обсерватории Хайдельберг-Кёнигштуль, Германия. Назван в честь рода растений семейства бегониевых, имеющих асимметричные листья, и широко культивирующихся в качестве декоративных растений.
Астероид не пересекает орбиту Земли, и делает полный оборот вокруг Солнца за 5,51 Юлианских лет.

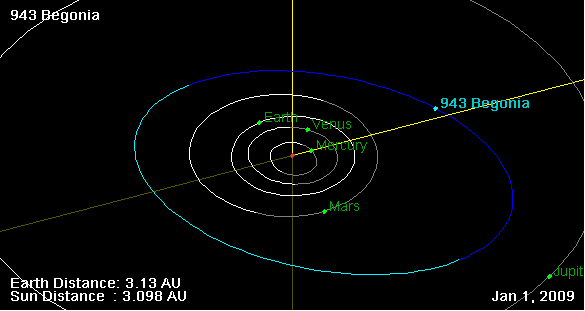
Орбита астероида Бегония, и его положение в Солнечной системе на 01.01.2009 г. Рисунок NASA JPL Small Body Orbit Viewer applet